# 村上健司
村上 健司（むらかみ けんじ、1968年（昭和43年） - ）は、日本のライター。妖怪愛好会隠れ里現会長（第2代）。東京都出身。東京映像芸術学院卒業。
日本各地の妖怪伝説を巡るのが趣味で、それを題材にした著書を記している。水木しげるの発案から創刊された季刊妖怪マガジン『怪』の執筆者の一人。京極夏彦の著書に登場する「沼上蓮次（ぬまがみ れんじ）」のモデルでもある。

## 著書
- 季刊妖怪マガジン『怪』
- 妖怪事典 毎日新聞社 2000年 ISBN 4-620-31428-5
- 百鬼夜行 解体新書 （スタジオ・ハードMK　編） 光栄 2000年 ISBN 4-87719-827-X
- 妖怪馬鹿 （京極夏彦・多田克己　共著／荒井 良　カバーの妖怪製作） 新潮OH!文庫 2001年 ISBN 4-10-290073-X
  - 完全復刻　妖怪馬鹿 （京極夏彦・多田克己　共著） 新潮文庫 2008年 ISBN 978-4-10-135351-7
- 妖怪旅日記 （多田克己・京極夏彦　共著） 同朋舎 2001年 ISBN 4-8104-2728-5
- 妖怪十二支参り 同朋舎 2001年 ISBN 4-8104-2736-6
- ゲゲゲの鬼太郎謎全史 （佐々木 卓　共著／水木しげる　監） JTB 2002年 ISBN 4-533-04246-5
- 不思議の旅ガイド 日本幻想紀行 （多田克己　共著） 人類文化社 2002年 ISBN 4-7567-1916-3
- 妖怪ウォーカー 角川書店 2002年 ISBN 4-04-883760-5
- 水木しげる80の秘密 （水木しげる、荒俣 宏、京極夏彦、多田克己他　共著） 角川書店 2002年 ISBN 4-04-883763-X
- 日本妖怪大事典 （水木しげる　画） 角川書店 2005年 ISBN 4-04-883926-8
  - 改訂・携帯版 日本妖怪大事典 角川文庫 2015年 ISBN 978-4-04-102932-9
- 津々浦々「お化け」生息マップ （宮本幸枝　著／村上健司　監） 技術評論社 2005年 ISBN 4-7741-2451-6
- ねずみ男流生き方のすすめ （荒木創造　共著／水木プロ　監） オデッセウス出版 2005年 ISBN 4-87276-535-4
- 水木しげるの日本妖怪紀行 （水木しげる　共著） 新潮文庫 2006年 ISBN 4-10-135732-3
- 京都妖怪紀行 地図でめぐる不思議・伝説地案内 角川書店 2007年 ISBN 978-4-04-710108-1
- しんみみぶくろ1 妖怪モノノケBOX メディアファクトリー 2007年 ISBN 978-4-8401-1880-4
- しんみみぶくろ3 狐と狸のバケ合戦 メディアファクトリー 2007年 ISBN 978-4-8401-2101-9
- しんみみぶくろ5 幽霊学級 メディアファクトリー 2008年 ISBN 978-4-8401-2358-7
- 日本妖怪散歩 角川文庫 2008年 ISBN 978-4-04-391001-4
- 手わざの記憶 中公文庫 2009年 ISBN 978-4-12-205235-2
- 日本全国妖怪スポット1 妖の巻 汐文社 2011年 ISBN 978-4-8113-8803-8
- 日本全国妖怪スポット2 怪の巻 汐文社 2011年 ISBN 978-4-8113-8804-5
- 日本全国妖怪スポット3 変の巻 汐文社 2011年 ISBN 978-4-8113-8805-2
- 日本全国妖怪スポット4 化の巻 汐文社 2011年 ISBN 978-4-8113-8806-9
- 怪しくゆかいな妖怪穴 毎日新聞社 2011年 ISBN 978-4-620-32104-2
- 妖怪百貨店 別館 怪しくゆかいな妖怪穴2 毎日新聞社 2013年 ISBN 978-4-620-32214-8
- 妖怪探検図鑑1 身近な山や水辺の妖怪 あかね書房 2013年 ISBN 978-4-251-04551-5
- 妖怪探検図鑑2 家や学校のまわりの妖怪 あかね書房 2013年 ISBN 978-4-251-04552-2
- 妖怪ひみつ大百科 永岡書店 2015年 ISBN 978-4-522-43327-0
- 10分、おばけどき1 わらえるおばけの話 あかね書房 2015年 ISBN 978-4-251-08501-6
- 10分、おばけどき2 こわいおばけの話 あかね書房 2015年 ISBN 978-4-251-08502-3
- 10分、おばけどき3 なぞときおばけの話 あかね書房 2016年 ISBN 978-4-251-08503-0

## 京極堂シリーズ関連
- 今昔続百鬼――雲（こんじゃくぞくひゃっき　くも） （京極夏彦　著） 講談社ノベルス 2001年 ISBN 4-06-182221-7
  - 作中に登場する「沼上蓮次」のモデルとなっている。

## 連載
- 中央公論新社刊行雑誌『中央公論』
  - 手業の記憶

## 刊行予定
- 妖怪馬鹿2 （京極夏彦・化野燐・多田克己　共著） 新潮OH!文庫

## その他
- セガサターンソフト「水木しげるの妖怪図鑑 総集編」講談社 1998年
  - テキストライターとして参加。
- にっぽん妖怪ガイドブック、七花舎文庫 2011年 - アプリ
- 水木しげる漫画大全集 （水木しげる　著／京極夏彦　監） 講談社 2013年 - 
  - 全集の編集、月報「茂鐵新報」主筆。